# 貝洛利科夫山
70°29′S 162°7′E / 70.483°S 162.117°E
貝洛利科夫山是南極洲的山峰，位於維多利亞地的彭內爾海岸，屬於鮑爾斯山脈的一部分，處於布魯斯山西北面約15公里，海拔高度1,120米，以蘇聯氣象學家命名。